# Напочи
Напочи (на английски: Napochi) е малко северноамериканско индианско племе, което в началото на колониалния период живее около река Блек Уориър на границата между Алабама и Тенеси, в околностите на днешния град Чатануга. Почти нищо не се знае за това племе, освен че може би говорят мускогски език, близък с този на чокто. За първи път името им се споменава от експедицията на Тристан де Луна и Ареляно през 1560 г. Испанците смятат, че напочи са част от Провинция Куса, спомената по-рано от Ернандо де Сото, но Ареляно и хората му казват, че напочи не са подразделение на куса, а пришълци от другаде. През 1700 г. един френски офицер споменава, че на река Алабама има селище с името напочи, което е със смесено население и е част от индианците алабама. След това името им не се споменава повече.